# Лазарева суббота
Ла́зарева суббо́та, Суббо́та свято́го и пра́ведного Ла́заря (греч. Σάββατον τοῦ Ἁγίου καὶ Δικαίου Λαζάρου) — суббота шестой седмицы Великого поста. В этот день христиане воспоминают чудо воскрешения Иисусом Христом праведного Лазаря (Ин. 11:1-45), которое совершено в удостоверение грядущего воскресения всех умерших.
Празднование Лазаревой субботы установлено с древних времён, она предваряет Вход Господень в Иерусалим.

## События праздника
О воскрешении Лазаря повествует только Иоанн Богослов: 

Был болен некто Лазарь из Вифании, из селения, [где жили] Мария и Марфа, сестра её. Мария же, которой брат Лазарь был болен, была [та], которая помазала Господа миром и отерла ноги Его волосами своими. Сестры послали сказать Ему: Господи! вот, кого Ты любишь, болен. Иисус, услышав [то], сказал: эта болезнь не к смерти, но к славе Божией, да прославится через неё Сын Божий. Иисус же любил Марфу и сестру её и Лазаря.
— Ин. 11:1-5

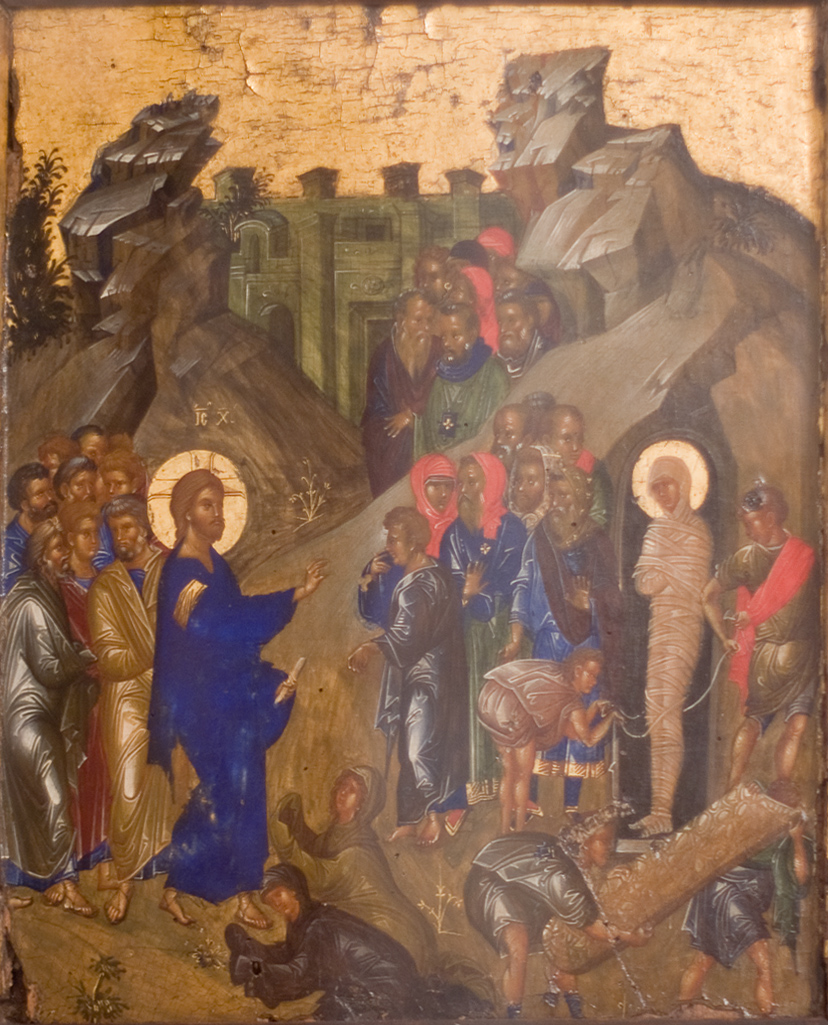
Воскрешение Лазаря. Византийская икона.

Иисус уже по дороге в Вифанию знал, что Лазарь умер, но шёл с учениками «дабы вы уверовали» (Ин. 11:15). На дороге он был встречен Марфой, которая на его вопрос: «Я есмь воскресение и жизнь; верующий в Меня, если и умрет, оживет. И всякий, живущий и верующий в Меня, не умрет вовек. Веришь ли сему?» ответила: «Господи! я верую, что Ты Христос, Сын Божий, грядущий в мир» (Ин. 11:25-27).
По дороге к гробнице Лазаря Иисус заплакал, и иудеи, видевшие это, говорили: «Смотри, как Он любил его». Когда подошли к пещере, в которой был погребён Лазарь, и отвалили от неё камень, Иисус стал молиться:

Отче! благодарю Тебя, что Ты услышал Меня. Я и знал, что Ты всегда услышишь Меня; но сказал [сие] для народа, здесь стоящего, чтобы поверили, что Ты послал Меня. Сказав это, Он воззвал громким голосом: Лазарь! иди вон.
— Ин. 11:41-43

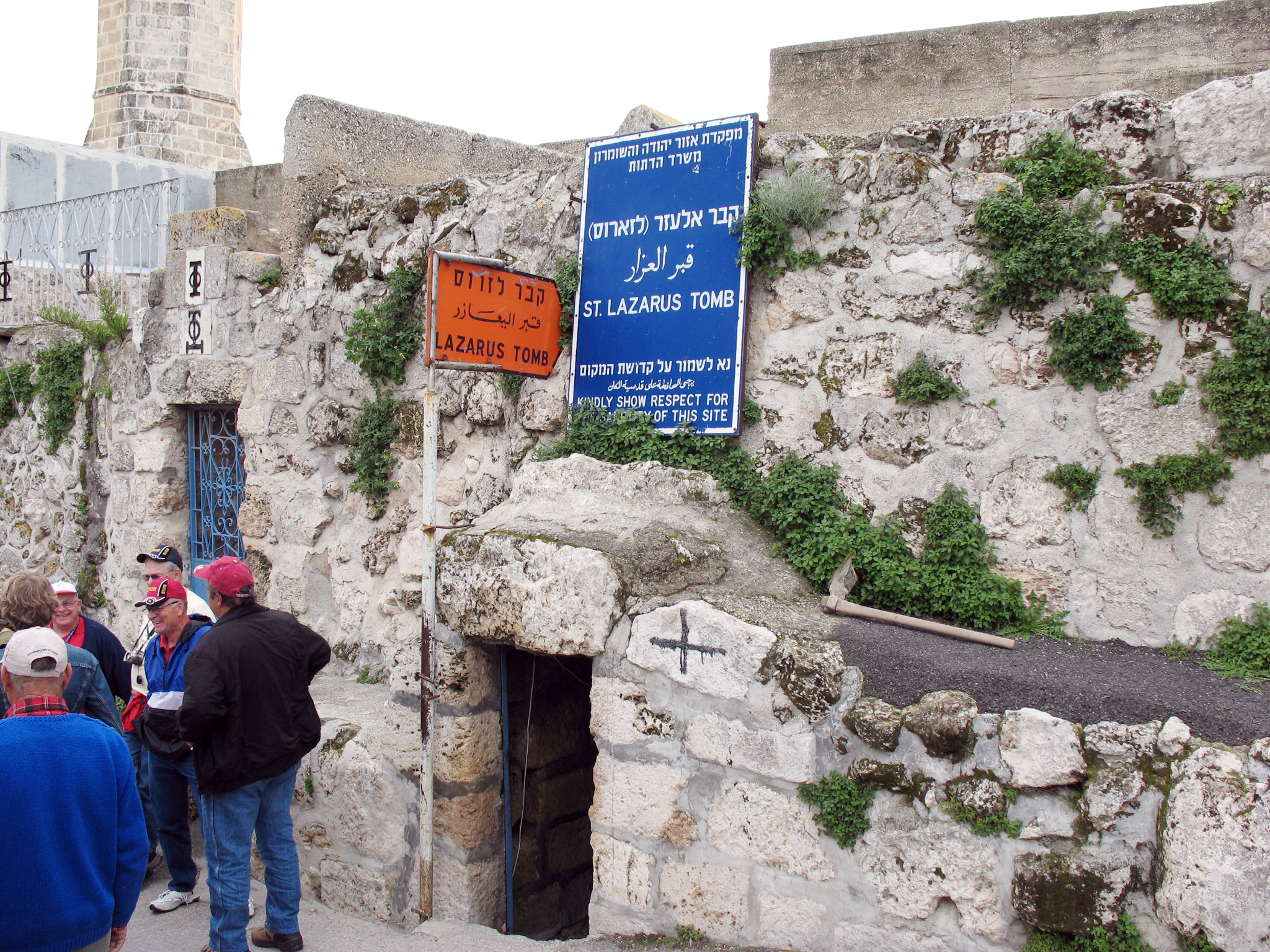
Вход в гробницу Лазаря в Вифании

После этих слов из пещеры вышел воскресший Лазарь, «обвитый по рукам и ногам погребальными пеленами». Иисус повелел развязать его.
Как повествует Иоанн Богослов, многие видевшие это чудо уверовали в Иисуса как в Мессию, но фарисеи из страха «c этого дня положили убить Его» (Ин. 11:53).

## Богослужение

### Православная церковь
Служба Лазаревой субботы совершается по Постной Триоди. По своему содержанию утреня похожа на воскресную утреню, на которой не поётся полиелей, а стихословят Непорочны, после них поются воскресные тропари: «Благословен еси Господи, научи мя оправданием твоим». Затем седален, Евангелие не читается, а после седальна песнопение «Воскресение Христово видевше», Псалом 50 и сразу поётся канон (песнопение), в конце утрени поётся Великое славословие. Совершается литургия Иоанна Златоуста и на ней вместо Трисвятого поётся «Елицы во Христа крестистеся, во Христа облекостеся».
|                   | На церковнославянском (транслитерация) | На русском | На греческом |
| ----------------- | --- | --- | --- |
| Тропарь праздника | О́бщее воскресе́ние пре́жде Твоея́ стра́сти уверя́я, из ме́ртвых воздви́гл еси́ Ла́заря, Христе́ Бо́же. Тем же́ и мы, я́ко о́троцы побе́ды зна́мения нося́ще, Тебе́ победи́телю сме́рти вопие́м: оса́нна в вы́шних, благослове́н Гряды́й во и́мя Госпо́дне. | В общем воскресении прежде Твоего страдания удостоверяя, из мёртвых воздвиг Ты Лазаря, Христе Боже. Потому и мы, как дети, держа символы победы, Тебе — Победителю смерти воззовём: «Осанна в вышних, благословен Грядущий во имя Господне!» | Τὴν κοινὴν Ἀνάστασιν πρὸ τοῦ σοῦ Πάθους πιστούμενος, ἐκ νεκρῶν ἤγειρας τὸν Λάζαρον, Χριστὲ ὁ Θεός· ὅθεν καὶ ἡμεῖς ὡς οἱ Παῖδες, τὰ τῆς νίκης σύμβολα φέροντες, σοὶ τῷ Νικητῇ τοῦ θανάτου βοῶμεν· Ὡσαννὰ ἐν τοῖς ὑψίστοις, εὐλογημένος ὁ ἐρχόμενος, ἐν ὀνόματι Κυρίου. |
| Кондак праздника  | Всех ра́дость Христо́с, И́стина, Свет, Живо́т и ми́ра Воскресе́ние, су́щим на земли́ яви́ся Свое́ю бла́гостию, и бысть о́браз Воскресе́ния, всем подая́ Боже́ственное оставле́ние.                                                              | Христос, всем радость, истина, свет, жизнь миру, воскресение, на земле живущим явился по Своей благости и стал образом воскресения, всем подавая Божественное прощение.                                                                      | Ἡ πάντων χαρά, Χριστὸς ἡ ἀλήθεια, τὸ φῶς ἡ ζωή, τοῦ Κόσμου ἡ ἀνάστασις, τοῖς ἐν γῇ πεφανέρωται, τῇ αὐτοῦ ἀγαθότητι, καὶ γέγονε τύπος τῆς ἀναστάσεως, τοῖς πᾶσι παρέχων θείαν ἄφεσιν.                                                                                  |

## Народные обряды

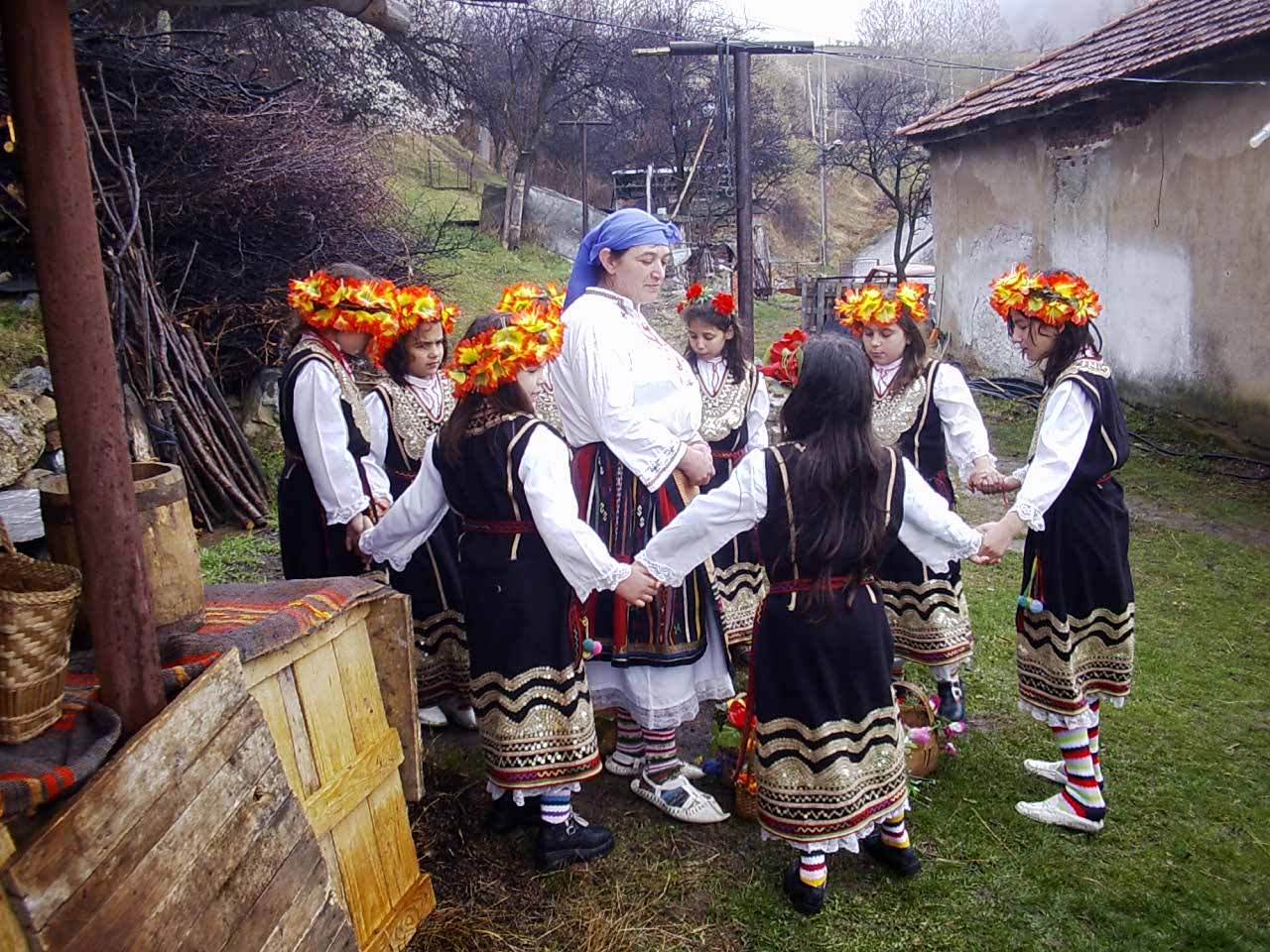
Лазарование в Болгарии

В Вербную субботу (воскресение Лазаря) ломают вербы. Вечером начинается благословение и освящение святой водой «ваий» (пальмовых ветвей). Их в славянских странах символизируют ветви вербы. Кроме того, у сербов распространена традиция привязывать к освящаемым ветвям вербы маленькие колокольчики.
У русских в субботу готовили брагу, гречневые блины, кашу, рыбный курник. В полночь молодёжь обходила дома с песнями. У ворот кричали: «Отопри, отопри, молодая, вербешкою бить, здоровьем больше прежнего наделить!» Войдя в избу, слегка били ветками вербы спящих со словами: «Верба хлёст, бей до слёз!», «Вставай рано, бей барана!», «Бьём, чтобы быть здоровыми» (Городищенский уезд Пензенской губернии).
У болгар и гагаузов в Лазареву субботу накануне Вербного воскресенья исполняли весенний девичий обряд лазарования (болг. лазарки, гаг. lazari), который сохранился до наших дней. Лазаровали девочки семи-десяти лет, которых называли «лазарки». Они ходили по домам по трое с пением лазарских песен. Одна из лазарок изображала «невесту». Её лицо обычно было закрыто белой коротенькой фатой или платком. Участниц одаривали сырыми яйцами и мелкой монетой.
Греки по традиции пекут в Лазареву субботу «лазаракия» («лазарчики») — антропоморфное печенье из пряного сладкого теста.